# Pryazovia

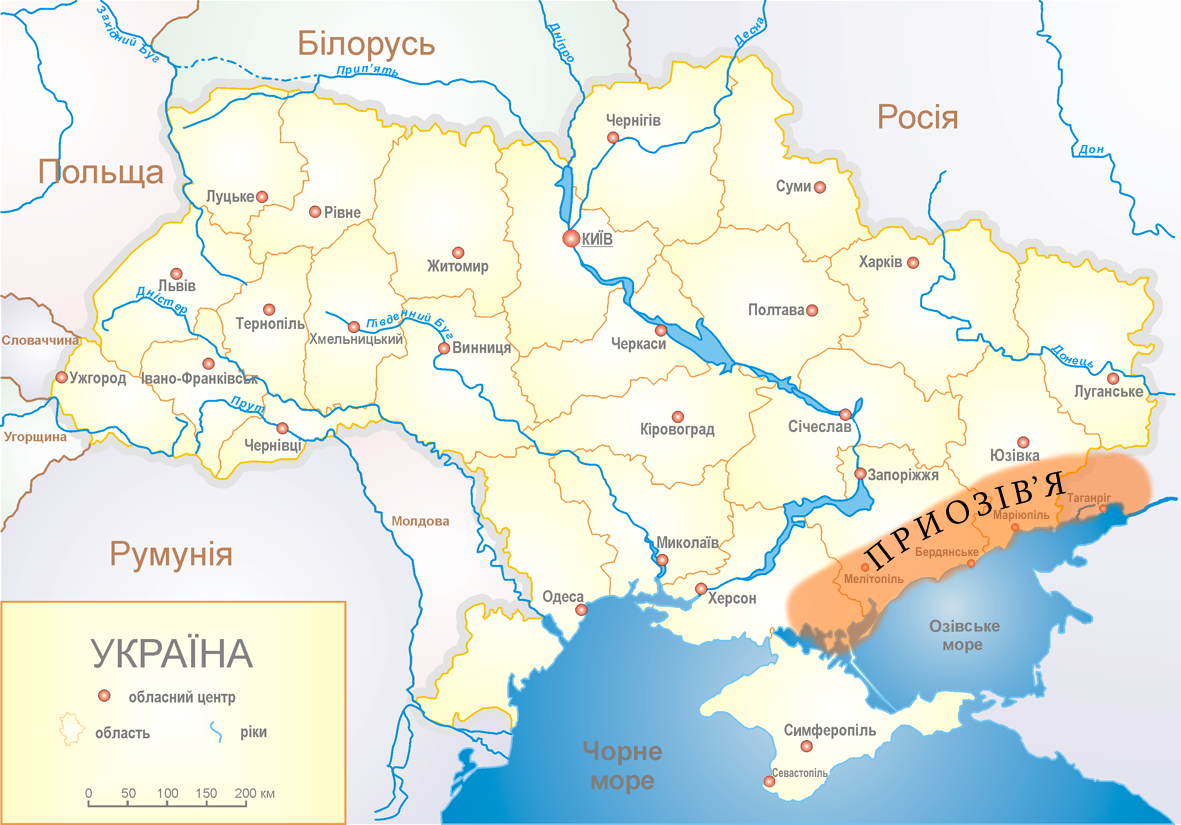
Vị trí tương đối của Pryazovia

Pryazovia (tiếng Ukraina: Приазов'я, đôi khi viết Приозів‘я, Pryozivia; tiếng Nga: Приазовье, Priazovye) theo nghĩa đen "vùng bên này biển Azov" thường được dùng để chỉ khu vực địa lý vùng bờ biển phía bắc biển Azov. Nó nằm ở phần phía bắc của Vùng đất thấp Azov-Kuban bao quanh biển Azov, trong phần lớn chiều dài đường bờ biển. Theo nghĩa tổng quát hơn, nó có thể có nghĩa là vùng duyên hải biển Azov.
Khu vực bao gồm phần phía nam của tỉnh Donetsk và tỉnh Zaporizhzhia và phần phía đông của tỉnh Kherson của Ukraina. Phần phía tây của tỉnh Rostov của Nga cũng có thể được coi là một phần của Bắc Pryazovia rộng lớn hơn. Sau khi sáp nhập và giải thể Hãn quốc Krym, từ năm 1783 đến 1802, vùng đất này là một phần của tỉnh Novorossiya ("Nước Nga mới") của Đế quốc Nga.
Dân số thiểu số Hy Lạp của Ukraina là 91.000 người (vào năm 2021), họ sống chủ yếu ở vùng Pryazovia, đây là kết quả của cuộc di cư của những người theo đạo Cơ đốc từ Krym vào năm 1778.
Khi Nga xâm lược Ukraina 2022 năm 2022, Pryazovia bị quân đội Nga chiếm đóng và sáp nhập.
Vùng bờ biển phía bắc Biển Azov bao gồm các sông Molochna, Obitochna, Berda, Kalmius và Mius. Trong số đó, chỉ có Molochna đổ nước vào vũng cửa sông Molochna, các sông còn lại đổ thẳng vào Biển Azov. Tất cả chúng đều chảy về phía nam từ vùng đất cao Azov và dãy Donetsk, có những dòng chảy quanh co, đó là lý do tại sao tốc độ chảy của chúng có phần chậm lại.